# Guerre de Karonga
La guerre de Karonga est une série d'affrontements armés qui se déroulent entre la mi-1887 et la mi-1889 près de Karonga, au nord du lac Malawi, qui opposent l'entreprise écossaise African Lakes Corporation et des éléments armés du peuple Ngonde d'un côté, et des commerçants Swahilis alliés aux Henga de l'autre. Au XIXe siècle, on l'appelle la « guerre arabe » en dépit du fait que très peu d'Arabes au sens effectif du terme soient impliqués. Les faits sont antérieurs à la création officielle du protectorat britannique d'Afrique centrale en 1891, mais l'implication européenne, celle de l'African Lakes Corporation et celle des Allemands qui veulent empêcher la traite esclavagiste autour du lac Tanganyika en Afrique orientale allemande, rompt l'équilibre entre les Ngonde et leurs voisins, ce qui crée les conditions du conflit.

## Situation antérieure
La région à l'ouest du lac Nyasa (lac Malawi de nos jours) est peuplée par les Tumbuka, les Ngonde et les Ngoni, arrivés plus récemment au XIXe siècle à la suite du Mfecane. Les Tumbuka sont impliqués dans le commerce de l'ivoire ; dans les années 1820-1830, les commerçants Swahilis, venus de la côte de l'océan Indien, financés par des fonds venant de Zanzibar, s'intéressent à l'ivoire et aux esclaves et supplantent les commerçants locaux. Dans les années 1870, l'African Lakes Corporation commence à s'intéresser à l'ivoire de la région et installe ses propres postes commerciaux sur les rives du lac au début des années 1880. 

### Populations locales

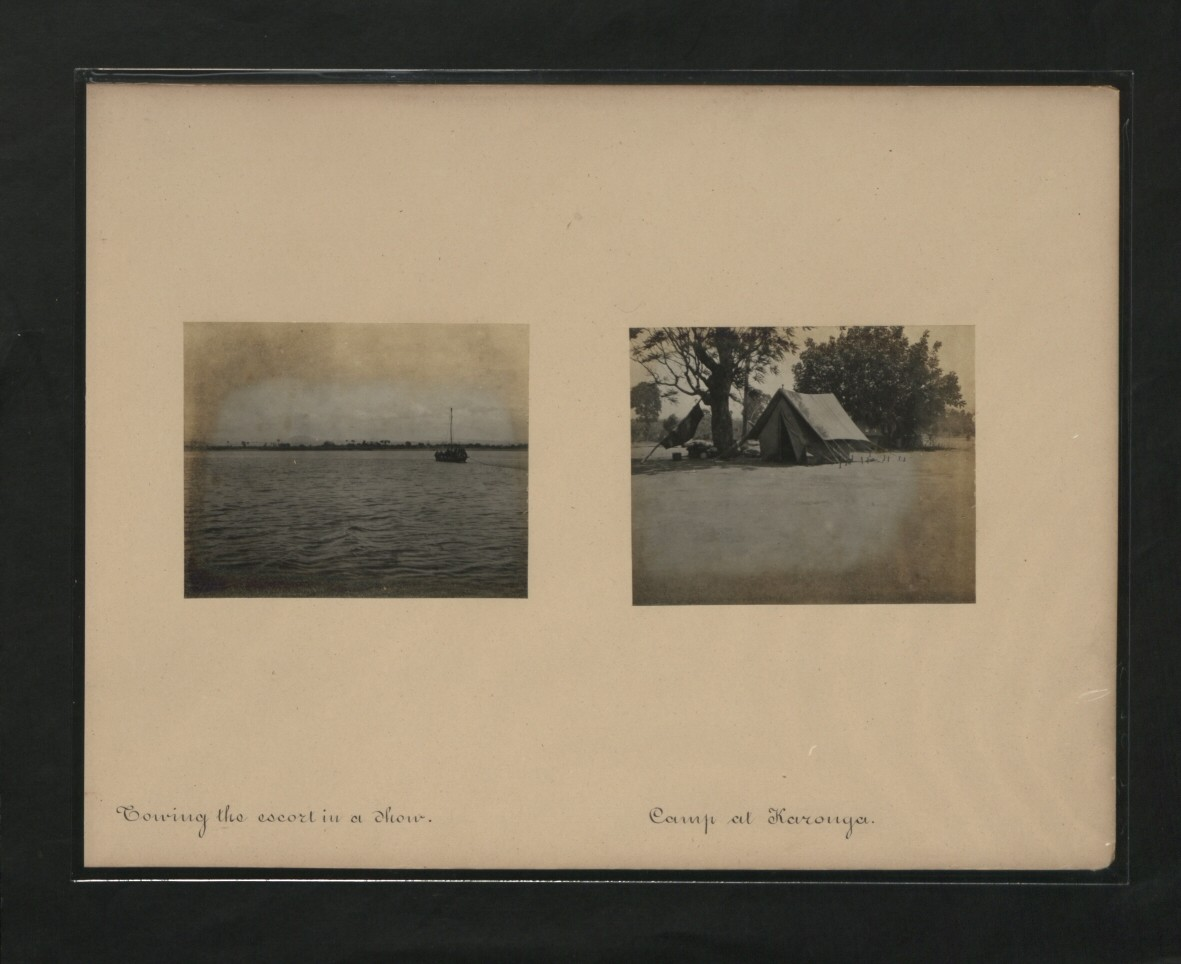
Vues sur Karonga et le lac Nyasa (fin XIXe siècle-début XXe siècle).

Les Tumbuka sont probablement arrivés dans la région via la vallée de la Luangwa au XVe siècle. Au début du XVIIIe siècle le terme désigne plusieurs sous-groupes ethniques dont le principal est connu sous le nom de Henga. Ils vivent dans de petites communautés éparses et indépendantes, dépourvues d'organisation centrale. Au milieu du XVIIIe siècle, des commerçants vêtus « comme des Arabes », alors qu'ils viennent de la région d'Unyamwezi — région historique qui correspond à peu près à l'actuelle région de Tabora en Tanzanie —, commencent à pratiquer la traite de l'ivoire puis celle des esclaves dans la vallée de la Luangwa. Ils nouent des alliances avec les Henga, et leur dirigeant établit une dynastie gouvernant une fédération de petites chefferies situées sur les rives du lac. Dans les années 1830, cette dynastie Chikulamayembe est cependant en déclin et la région connaît une désorganisation politique et militaire.
Les Ngonde occupent la rive nord-ouest du lac, au sud de la rivière Songwe ; le peuple Ngonde est une branche du peuple Nyakyusa, lequel vit dans ce qui est l'actuelle Tanzanie, au nord de la rivière. Les Ngonde sont probablement arrivés au Malawi vers 1600 et peuplent densément la zone comprise entre la Songwe et la North Rukuru. Leur organisation politique repose sur des chefs locaux relativement importants et sur un « chef suprême » (paramount chief), dont le titre est kyungu, nom qui vient de celui de l'un des principaux lignages. Le kyungu est avant tout un chef spirituel qui ne dispose que de peu de pouvoirs séculiers sur les chefs locaux. La plaine de Karonga est favorable à leurs pratiques agricoles et les Ngonde étendent progressivement leur occupation territoriale ; jusqu'à la fin du XIXe siècle, ils ne s'intéressent pas au commerce d'ivoire.
Les Ngoni de Mbelwa (connus aussi comme M'mbelwa ou Mombera) sont une branche des Ngoni dirigés à l'origine par Zwangendaba, qui commencent une migration depuis l'Afrique du Sud entre 1819 et 1822. Ils rejoignent le sud de la Tanzanie et y restent jusqu'à la mort de Zwangendaba au milieu des années 1840. Après cela, ils se divisent en plusieurs groupes. Un de ceux-ci, sous la direction de Mbelwa, fils du précédent, s'installe définitivement dans la région correspondant au district de Mzimba, en actuel Malawi, vers 1855.
Les Ngoni traitent les Tubumka/Henga comme une population assujettie, exigeant des tributs et pratiquant des raids afin d'obtenir des captifs. Ces derniers ne sont que rarement vendus aux commerçants swahilis, mais servent plutôt comme main-d'œuvre agricole servile ou comme soldats dans les régiments Ngoni. Des soldats Henga arrivent à fuir et à retourner vers leur foyer d'origine vers 1879, mais ils sont attaqués par les Ngoni et forcés à se déplacer vers le nord, en territoire Ngonde ; ces derniers les utilisent comme force tampon contre leurs ennemis,. Les Ngoni de Zwangendaba avaient perpétré des raids contre les Ngonde dans les années 1840, et ceux de Mbelwa font de même dans les années 1850 puis 1870. Ils emportent à chaque fois un butin de bétail ; en conséquence, les Ngonde craignent ces raids Ngoni.

### Arrivée des Swahilis et des Européens

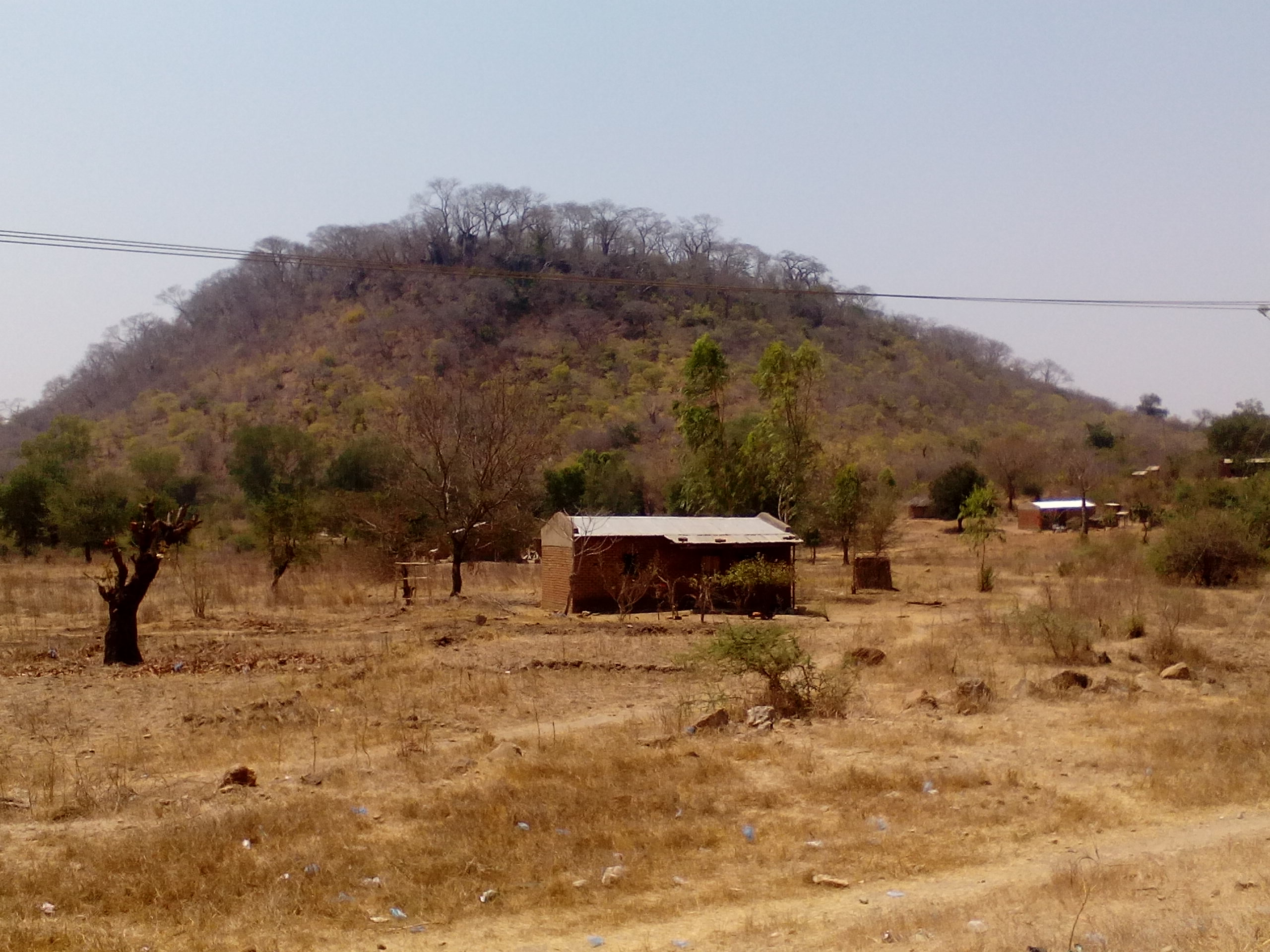
Colline de Mbande à l'époque actuelle.

Vers 1880, un groupe de commerçants Swahilis, établis à l'origine dans la vallée de la Luangwa, riche en éléphants et donc propice au commerce d'ivoire, envoient l'un d'entre eux, Mlozi bin Kazbadema, qui vient d'Ujiji en actuelle Tanzanie, pour être leur représentant dans la zone du nord-ouest du lac Nyasa. Il établit un camp près de la colline de Mbande, où réside le kyungu des Ngonde, environ vingt-cinq kilomètres à l'intérieur des terres, et un entrepôt à Chilumba, sur les berges du lac. Ce premier entrepôt est suivi d'autres, à partir desquels Mlozi pratique un intense commerce d'ivoire avec l'African Lakes Corporation qui possède elle-même un entrepôt à Karonga,.
Les Européens de l'époque décrivent ces marchands comme des « Arabes » ; l'un d'entre eux distingue trois groupes : quelques « Arabes blancs », originaires d'Oman, un autre groupe dont les membres viennent des divers États arabes du Golfe, d'Iran ou du Baloutchistan et enfin, le groupe majoritaire, les « Mswahilis », composé de gens venus de la côte orientale du continent africain ou bien appartenant au peuple Nyamwezi, qui adoptent les mœurs arabes mais sont rarement musulmans. Les autres Nyamwezi, qui n'adoptent pas les mœurs arabes, travaillent comme gardes armés ; on les nomme à l'époque « Ruga-Ruga ».
En 1878, l'African Lakes Corporation, qui travaille en étroite collaboration avec les missions écossaises, commence ses activités de transport et de commerce dans le but de remplacer la traite esclavagiste par un commerce légitime ainsi que d'asseoir l'influence européenne. Ses représentants locaux, les frères John et Frederik Moir, en compétition avec les Swahilis, se concentrent sur le commerce d'ivoire et délaissent l'agriculture de rente. En 1883, l'entreprise met en place une base à Karonga afin d'échanger l'ivoire contre des marchandises.

## Tensions croissantes

### Rivalités commerciales
Les commerçants appelés « Arabes » par abus de langage connaissent un grand succès car ils proposent une large gamme de produits, armes et munitions, mais aussi outils et vêtements. Ces produits, pour lesquels les chefs africains sont disposés à échanger ivoire et esclaves, ne peuvent être concurrencés par ceux des magasins de l'African Lakes aux approvisionnements intermittents. 
Les Swahilis ont initialement de bonnes relations avec les Ngonde, mais comme beaucoup de leurs postes sont installés dans la zone d'habitat Henga, les Ngonde  commencent à se méfier à la fois des Henga et des Swahilis.
À l'origine, les relations entre Mlozi et L. M. Fotheringham, représentant local de l'African Lakes Corporation, sont cordiales, mais elles se détériorent car la compagnie met du temps pour payer ce qu'elle doit, rechigne à fournir armes ou munitions, et ne propose qu'un approvisionnement limité ; est aussi en cause le fait que les Swahilis se consacrent davantage au commerce d'esclaves et qu'ils attaquent les populations Ngonde que la compagnie avait promis de protéger.
Les retards ou défauts de paiement de l'African Lakes viennent en partie de son financement, insuffisant pour la réalisation de ses plans ambitieux, mais aussi du fait que le commerce d'esclaves est intimement imbriqué avec celui de l'ivoire ; David Livingstone avait remarqué que les esclaves étaient employés à transporter l'ivoire vers les ports côtiers. Néanmoins, dans les années 1870, la majeure partie des porteurs étaient des travailleurs salariés et non des esclaves. Mais la demande d'ivoire par les Européens s'accroît, entraînant une diminution du nombre d'éléphants et les peuples des zones concernées se tournent vers le commerce d'esclaves pour compenser alors qu'ils utilisaient auparavant l'ivoire pour leurs trocs.
Après plusieurs années à essayer de démanteler le réseau commercial des Swahilis, l'African Lakes Corporation est, en 1884, pratiquement au bord de la faillite. Elle essaie de se relancer en signant des traités avec les dirigeants Ngonde des rives du lac, dans l'espoir de les empêcher de traiter avec les commerçants Swahilis. Les traités ne sont pas seulement commerciaux, mais comportent aussi des clauses de protection. Les Ngonde entendent par là se protéger des Swahilis et des Henga et pas seulement des Ngoni, ce qui est pourtant l'interprétation de la compagnie.
L'African Lakes Corporation avait été créée dans un but de bienfaisance, en coopération avec les missions écossaises, afin de lutter contre le trafic d'esclaves. Ses représentants locaux prétendent avoir signé de nombreux traités avec les chefs locaux autour de son poste commercial de Karonga. Il y a peu de documentation quant à cela, et certains traités semblent fallacieux ou imaginaires, mais plusieurs de ces accords prévoient effectivement une protection de la part de la compagnie, ainsi qu'un transfert de souveraineté des territoires concernés à son profit ; l'African Lakes ambitionne de devenir une compagnie à charte chargée d'administrer le territoire au nom de la Couronne britannique,. Cette ambition est fortement critiquée par les missionnaires de Blantyre et le consul, A.G.S. Hawes, mais est soutenue par les missionnaires de Livingstonia.

### Politique locale
Les Ngonde se sentent menacés non seulement par les Ngoni, installés à quelque distance au sud, mais aussi par les Nyakyusa du nord. Les Nyakyusa et les Ngonde sont culturellement très proches, ce qui n'empêche pas les premiers de perpétrer des raids à l'encontre des seconds, considérés comme plus aisés. Afin de protéger leur frontière nord, les Ngonde autorisent l'installation de guerriers Henga, qui avaient été enrôlés dans les régiments Ngoni, mais qui s'étaient révoltés. Les Ngonde espèrent aussi utiliser les gardes armés swahilis pour protéger leur flanc sud. Les Swahilis préfèrent cependant rester en bons termes avec les Ngoni. Les Henga, qui sont avant tout des guerriers, ne s'adaptent pas à la vie agricole et n'arrivent pas à s'assimiler dans la société Ngonde ; ils arrivent cependant à éviter les raids des Nyakyusa.
Après la mort du puissant kyungu des Ngonde en 1878 ou 1879, son successeur, moins fort, est incapable d'assurer une gouvernance ferme. En 1885, plusieurs personnes, des hommes puissants parmi les Ngonde, signent les traités avec l'African Lakes et lui cèdent de vastes zones sans l'avis ou l'accord du chef suprême. De même, un faction prévoit de s'attaquer aux Henga sans que le kyungu soit au courant ; elle veut utiliser l'African Lakes pour s'opposer voire remplacer le chef suprême, lequel, en réponse, tente de s'appuyer sur les Swahilis pour renforcer sa position.
Outre ces conflits internes dans le territoire Ngonde, le dirigeant des Henga meurt en 1887. Ces derniers se divisent en deux groupes ; l'un, dirigé par le fils du dirigeant décédé, est composé des guerriers, l'autre groupe est celui des agriculteurs.

## Guerre
Les conflits entre les Swahilis et leurs gardes armés et les Henga et leurs alliés, se poursuivent avec plus ou moins d'intensité de la mi-1887 à 1895. Fotheringham  et Lugard, protagonistes européens, qui consignent uniquement les conflits impliquant les Européens, identifient quatre périodes distinctes : octobre à décembre 1887, mars 1888, mai à août 1888 et février à mars 1889. Des incidents mineurs se produisent à d'autres moments, et la guerre est formellement close par un traité, le 22 octobre 1889. Tant Fotheringham que Lugard adoptent le point de vue britannique et ne donnent pas nécessairement d'indications précises concernant l'importance numérique des forces utilisées par les Swahilis et leurs alliés non plus que celle des Ngonde,.

### Déclenchement
Après l'installation de son poste à Karonga, l'African Lakes signe des accords avec les Ngonde et les Nyakyusa. La menace Ngoni diminue et l'utilité des Henga et des Swahilis en tant que forces « tampon » se réduit. Ces deux groupes sont des nouveaux venus dans le territoire Ngonde et, se méfiant de la coopération entre l'African Lakes et les Ngonde, ils décident de s'allier. 

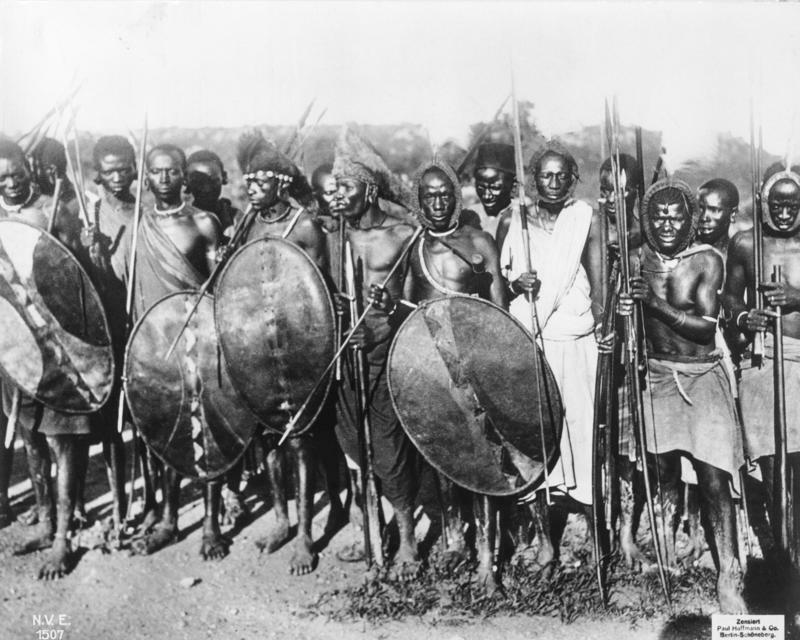
Mercenaires Ruga-Ruga en Afrique orientale allemande, 1914.

Fotheringham, représentant de l'African Lakes, admet, dans son compte rendu, que la principale source des difficultés de l'entreprise en 1887 est qu'elle a acheté de grandes quantités d'ivoire aux « Arabes », à crédit, et que la quantité des marchandises attendues en retour dépasse celle que transporte un seul chargement de bateau. En conséquence, les créanciers de l'African Lakes sont tenus d'attendre plusieurs mois avant d'obtenir leur dû et doivent se fournir en nourriture localement auprès des Ngonde. Les querelles entre les Swahilis et les Ngonde, à qui ils demandent des provisions, commencent à la fin de 1886 et culminent par une violente agression contre un commerçant en juillet 1887. Cette agression sert de prétexte à Mlozi pour attaquer les Ngonde, il fait tuer un chef local en représailles. Après cela, au cours des mois qui suivent, les Swahilis et leurs « Ruga-Ruga » (mercenaires) ainsi que leurs alliés Henga chassent les villageois Ngonde de la plaine de Karonga, sur une vingtaine de kilomètres à partir du lac. En octobre 1887, ils tuent un chef suprême des Ngonde.
Mlozi prend soin de pas affronter directement les Européens mais, après ces faits, il se proclame « Sultan de Nkonde » et réclame un tribut à l'African Lakes en octobre 1887 ; mais il n'attaque pas lorsque cela lui est refusé. Les Ngonde réclame la protection de l'African Lakes Company, ce qui leur est d'abord refusé. Cependant, après plusieurs affrontements à l'occasion desquels les Ngonde sont défaits et le village du kyungu mis à sac, beaucoup d'habitants fuient vers Karonga, où ils se réfugient dans l'enceinte des possessions de l'African Lakes. Fotheringham prétend que les Swahilis souhaitent chasser les Ngonde de leur patrie et les remplacer par des mercenaires Henga, et qu'ils ont également l'intention d'attaquer Karonga. Il fournit donc des armes aux employés de la compagnie et renforce les défenses de Karonga,. Il craint aussi que l'avancée des Swahilis ne mette à mal l'indépendance de la compagnie, la forçant à dépendre de Mlozi. Bien que le conflit soit présenté comme une guerre contre l'esclavage, il s'agit tout autant d'une guerre mercantile.

### Premières périodes d'affrontement
La petite présence de l'African Lakes à Karonga est assurée par Fotheringham, son assistant, et environ soixante Africains travaillant pour l'entreprise ; ils disposent de quelques armes à feu et de peu de munitions. Fotheringham demande l'assistance du quartier général de l'African Lakes à Blantyre et du consul britannique au Mozambique, O'Neil. Ce dernier n'a pas la responsabilité de zone de Karonga, mais il agit sous couvert d'A.G.S. Hawes, consul pour la région du lac, absent, et organise une expédition de secours. Le 4 novembre 1887, accompagné de trois autres Européens, il rejoint Karonga par bateau à vapeur via le lac. Après quelques semaines d'attente, les hommes de Mlozi mènent plusieurs attaques armées contre Karonga entre le 23 et le 28 novembre, mais ils sont vaincus et se retirent. O'Neil et Fotheringham abandonnent Karonga, trop difficile à défendre, et trouvent refuge chez les Nyakyusa au nord la rivière Songwe ; ils sont ultérieurement rejoints par un petit groupe que Hawes, consul pour la région du lac, de retour de permission, amène par bateau avec des armes et des munitions. Le 23 décembre 1887, les forces armées de la compagnie, appuyées par les alliés Nyakyussa et Ngonde attaquent le quartier général de Mlozi ; c'est en fait une escarmouche à l'issue incertaine, à la suite de laquelle les Européens retournent dans le sud.
S'ensuit une querelle entre les deux consuls, Hawes souhaitant cesser le conflit armé, tandis qu'O'Neil veut, de nouveau, attaquer Mlozi ; finalement, O'Neil retourne au Mozambique. Hawes se querelle aussi avec John Moir, le représentant de l'African Lakes à Blantyre, soutenu par la majorité des colons européens de l'endroit. O'Neil part en permission, après avoir nommé John Buchanan comme consul intérimaire. Hawes est ensuite nommé à Zanzibar et Buchanan reste en poste jusqu'à l'arrivée de Harry Johnston en mars 1889. Frederik Moir, le frère de John, accompagné de quelques hommes armés, se rend sur le site abandonné de Karonga, qu'il atteint le 3 mars 1888 ; John Buchanan arrive quelques jours après. Il rencontre Mlozi et d'autres dirigeants Swahilis le 20 mars, dans le but de négocier un accord. Les Swahilis acceptent le principe d'évacuer la région occupée à l'origine par les Ngonde, mais ils refusent de signer un accord formel, si bien que Buchanan s'en va. Pendant ce temps, Frederik Moir et Fotheringham, le responsable du poste de Karonga, recrutent cinq cents combattants africains, dont deux cent soixante dix sont équipés d'armes à feu, et reconstruisent le site ; après quoi, ils lancent une attaque avortée sur un village contrôlé par les Swahilis, à l'occasion de laquelle Moir est gravement blessé.

### Arrivée de Lugard
En mai 1888, le capitaine Frederick Lugard, de l'armée des Indes, arrive à Blantyre après avoir rencontré O'Neil à Zanzibar. O'Neil lui a dit que les forces de Karonga ont besoin d'un commandant compétent. À Blantyre, il dit à Buchanan qu'à son avis une action militaire immédiate contre Mlozi est nécessaire pour protéger les missions et le peuple Ngonde ainsi que pour éviter que d'autres commerçants swahilis, qui avaient déjà soutenu Mlozi, ne se joignent à lui. Buchanan, cependant, lui refuse un soutien officiel au vu de l'opposition de Hawes et de la volonté du gouvernement britannique d'éviter toute implication. Quoique Buchanan et, plus tard, le Foreign Office et le War Office n'apportent pas leur soutien officiel à Frederick Lugard, ils ne s'opposent pas à son action car, officiellement, il s'agit de protéger les missions religieuses mais pas l'African Lakes Corporation.
Frederick Lugard quitte Blantyre à la mi-mai 1888 et, accompagné d'une vingtaine d'Européens, y compris John Moir et six employés de la compagnie, il traverse le lac Nyasa sur un bateau à vapeur ; la petite troupe s'arrête à Bandawe afin de recruter deux cents Tonga en tant que soldats, puis poursuit vers Karonga. Le but premier est d'attaquer les entrepôts de Mlozi à Chilumba, d'où les esclaves et l'ivoire sont transportés par ferry sur le lac. L'implantation de Chilumba est attaquée par surprise et détruite. Le bateau à vapeur poursuit sa navigation vers Karonga, atteint le 28 mai. Il s'agit d'apporter un renfort aux employés de l'African Lakes et aux nombreux Ngonde réfugiés en cet endroit. Lugard agrandit et renforce l'enceinte défensive,.
À l'aide des troupes Tonga, Lugard prévoit d'attaquer les implantations swahilies. Il lance une attaque, le 16 juin 1888, qui avorte car il est blessé. La plus grande partie de l'expédition se retire en août, ne laissant qu'un petit groupe à Karonga,. Plusieurs missions installées dans la région autour du lac demandent au gouvernement britannique sa protection et l'envoi de troupes, mais Lord Salisbury, Premier ministre de l'époque, refuse ; il convient cependant que l'African Lakes et les missions sont en droit de se défendre par elles-mêmes.

### Seconde expédition de Lugard
Lugard revient à Karonga en octobre et il rencontre, le 28 novembre, un envoyé du sultan de Zanzibar, Khalifa bin Said, qui revendique la suzeraineté sur les communautés swahilies d'Afrique orientale et centrale. Cet émissaire échoue à convaincre Mlozi et ses associés de parvenir à un accord, et, en décembre, les hostilités reprennent ; il y a une attaque swahilie, infructueuse, sur l'entrepôt de Chilumba, reconstruit et doté d'une garnison par Lugard dans les mois précédents. Frederick Lugard décide de faire en sorte que Mlozi évacue ses bastions. Le 16 janvier 1889, il prend livraison d'un canon de 7 livres (en) et lance un ultimatum à Mlozi, lui demandant d'évacuer les lieux le 31 janvier. À l'expiration de l'ultimatum, avec une force composée de neuf Européens armés de fusils et d'environ deux cent cinquante Africains équipés d'antiques mousquets ainsi que du canon, il attaque un entrepôt swahili le 14 février puis un second le 13 mars. Le canon cause des pertes considérables parmi les opposants mais ses obus n'arrivent pas à détruire les enceintes défensives. Peu après cette seconde défaite, Lugard quitte Karonga pour Blantyre, qu'il laisse ensuite le 9 avril puis, sur le chemin de la Grande-Bretagne, il passe par Zanzibar le 3 mai 1889. Six Européens employés de l'African Lakes et un nombre indéterminé d'Africains armés restent à Karonga. La situation est bloquée car ni les Swahilis ni la compagnie ne sont en mesure d'expulser l'autre partie. L'incapacité de la compagnie à se débarrasser de Mlozi et des autres commerçants hostiles signe la fin de ses espoirs de devenir une compagnie à charte pouvant gouverner un protectorat dans cette région.

## Traité et suites
Lugard ne revint jamais au Nyassaland mais ses actions poussent le gouvernement britannique à intervenir et, en novembre 1888, il nomme Harry Johnston comme consul au Mozambique ; sa zone consulaire couvre l'Afrique centrale et la côte sous contrôle portugais.
Harry Johnston arrive à Blantyre en mars 1889 ; à ce moment il ne dispose pas d'une force militaire significative et il conclut un traité avec Mlozi en octobre 1889 pour éviter une confrontation avec lui et les autres marchands esclavagistes du nord. C'est, formellement, la fin de la « guerre ». 
Les dispositions de la trêve prévoient que les Ngonde peuvent retourner dans leurs villages et impliquent la réduction des implantations swahilies, mais Buchanan, qui visite Karonga en mars 1891 et y rencontre Mlozi, constate qu'en fait d'autres Ngonde sont forcés de quitter leurs foyers et que les marchands swahilis construisent d'autres villages fortifiés, interférant avec les activités commerciales de l'African Lakes.
Le protectorat britannique d'Afrique centrale est institué en 1891. Johnston ne dispose au départ que de quelques soldats indiens et il recrute et forme des soldats africains dans les années qui suivent. Ces troupes sont engagées dans le sud du protectorat jusqu'en 1894. Entre 1891 et 1894, Mlozi et ses alliés Henga mènent encore des attaques contre les Ngonde et, selon les déclarations de l'African Lakes, menacent d'attaquer à nouveau Karonga. Mlozi refuse de rencontrer Johnston qui visite Karonga en juin 1895 ainsi que de cesser ses raids, ce qui décide Johnston à déclencher une action militaire.
Il commence par s'assurer de la neutralité du dirigeant swahili de Nkhotakota en lui versant de l'argent et se prépare à attaquer Mlozi et les « Arabes du nord ». En novembre 1895, il embarque une force composée de quatre cents Sikhs et de fusilliers africains, équipés d'artillerie et de mitrailleuses, sur un bateau à vapeur à Fort Johnston (aujourd'hui Mangochi), et se dirige vers Karonga. Sans sommation, il attaque deux petites implantations swahilies le 2 décembre puis, le même jour, s'attaque au campement fortifié de Mlozi, défendu par une double palissade. Il bombarde la ville pendant deux jours, puis, le 4 décembre 1895, pénètre dans l'enceinte malgré une résistance acharnée. Mlozi est capturé et, après un procès expéditif, pendu le 5 décembre. Entre deux cents et trois cents des soldats de Mlozi sont tués alors qu'un grand nombre tente de se rendre, et plusieurs centaines de non-combattants sont tués par le bombardement. Les autres implantations swahilies ne résistent pas et sont détruites.
La guerre de Karonga est mineure en termes de combattants et de pertes à comparer à la Première (1893-1894) et Seconde Guerre ndébélé (1896-1897) qui se déroulent en Rhodésie du Sud, mais elle est importante dans l'histoire du Malawi car elle infléchit la politique du gouvernement britannique. À l'origine, il s'agit de s'assurer qu'aucune autre puissance ne contrôle la zone à l'ouest et au sud du lac Malawi, mais sans que la Grande-Bretagne n'assume la souveraineté sur cette zone. Les évènements poussent les Britanniques à instaurer un protectorat. Conjointement avec les résultats de la révolte d'Abushiri en Afrique orientale allemande (1888-1889), l'issue de cette guerre marque la fin de l'influence politique des commerçants swahilis qui reconnaissent l'autorité du sultan de Zanzibar en Afrique orientale et centrale, et la fin des tentatives des sociétés à charte d'assumer une gouvernance territoriale à la place de leur gouvernement d'origine,.